# 무성 치경 설측 파찰음
무성 치경 설측 파찰음(無聲 齒莖 舌側 破擦音)은 치경에서 조음하는 설측파찰음이고 무성음이다.

## 국제 음성 기호
국제 음성 기호로는 t͡ɬ로 표기한다.

## 예시
- 나와틀어, 츠와나어: tl에서 이 소리가 난다.
- 아이슬란드어: 휴지(休止) 앞의 ll에서 이 소리가 난다.